# Hippocephala fuscolineata
Hippocephala fuscolineata là một loài bọ cánh cứng trong họ Cerambycidae.